# Loch
Loch (/lɒx/) je beseda, ki v škotskem in irskem jeziku pomeni 'jezero' ali 'morski zaliv', pozneje pa je bila izposojena v angleščino. V irskem kontekstu se pogosto pojavlja v anglizirani obliki lough.
Jezera, ki se povezujejo z morjem, lahko imenujemo 'morska jezera'. Nekatera taka vodna telesa bi lahko imenovali tudi firth, fjord, estuarij, preliv ali zaliv.

## Ozadje
To ime za vodno telo je po izvoru otoško keltsko in se uporablja za večino jezer na Škotskem in za številne morske zalive na zahodu in severu Škotske. Beseda izhaja iz protoindoevropskega *lókus ('jezero, tolmun') in je povezana z latinskim lacus ('jezero, ribnik') in angleškim lay ('jezero').
Ortografija nižinske Škotske, tako kot škotska gelščina, valižanščina in irščina, predstavlja /x/ s ch, zato je bila beseda izposojena z enakim črkovanjem.
Angleščina si je besedo izposodila ločeno iz številnih jezer v prejšnjih jezikovnih območjih Northumbria in Cumbria. Prejšnje oblike angleščine so vključevale glas /x/ kot gh (primerjajte škotsko bricht z angleškim bright). Vendar pa je do takrat, ko sta se Škotska in Anglija združili v en sam parlament, angleščina izgubila zvok /x/. Ta oblika je bila torej uporabljena, ko so Angleži naselili Irsko. Škotska konvencija o uporabi ch je ostala, od tod sodobna škotska angleščina loch.
V valižanščini tisto, kar ustreza lo, je lu v stari valižanščini in llw v srednji valižanščini, na primer v današnjih valižanskih krajevnih imenih Llanllwchaiarn, Llwchwr, Llyn Cwm Llwch, Amlwch, Maesllwch, pri čemer je goidelsko lo prevzeto v škotsko gelščino s postopno zamenjavo velikega dela britskega pravopisa z Goidelic ortografijo na Škotskem.
Veliko jezer v severni Angliji se je prej imenovalo tudi meres (narečna beseda v severni angleščini za 'jezero' in arhaična standardna angleška beseda, ki pomeni »jezero, ki je široko glede na svojo globino«), kot je Black Lough v Northumberlandu. Vendar pa je sklicevanje na slednje kot na jezerce (z malimi začetnicami) namesto kot na jezera, zatoke in tako naprej nenavadno.
Nekatera jezera v južni Škotski imajo britsko namesto gelsko etimologijo, kot je Loch Ryan, kjer je gelsko jezero nadomestilo kumbrski ekvivalent valižanščine llwch. Enako morda velja za vodna telesa v severni Angliji, poimenovana z Low ali Lough ali sicer predstavljajo izposojo britske besede v nortumbrijsko narečje stare angleščine.
Čeprav ni stroge definicije velikosti, je majhno jezero pogosto znano kot lochan (tako se piše tudi v škotski gelščini; v irščini se piše lochán).
Morda je najbolj znano škotsko jezero Loch Ness, čeprav obstajajo tudi drugi veliki primeri, kot so Loch Awe, Loch Lomond in Loch Tay.
Primeri morskih jezer na Škotskem so Loch Long, Loch Fyne, Loch Linnhe in Loch Eriboll. Drugod po Veliki Britaniji se kraji, kot je Afon Dyfi, lahko štejejo za morska jezera.

## Uporaba jezer
Nekateri novi rezervoarji za hidroelektrarne so dobili imena, ki so zvesta imenom naravnih vodnih teles. Na primer shema Loch Sloy ter Lochs Laggan in Treig (ki sta del hidroelektrarne Lochaber blizu Fort Williama). Druga prostranstva preprosto imenujemo rezervoarji, npr. Rezervoar Blackwater nad Kinlochleven.

## Škotska jezera
Škotska ima zelo malo vodnih teles, imenovanih jezera. Jezero Menteith, anglicizacija škotskega Laich o Menteith, kar pomeni »nižinsko ležeči košček zemlje v Menteithu«, se uporablja za tamkajšnje jezero zaradi podobnosti zvokov besed laich in jezero. Do 19. stoletja je bilo vodno telo znano kot Loch of Menteith. Jezero Hirsel, jezero Pressmennan, jezero Louise in jezero Raith so umetna vodna telesa na Škotskem, imenovana jezera.
Beseda loch se včasih uporablja kot šibolet za identifikacijo domorodcev Anglije, ker se frikativni zvok [x] uporablja na Škotskem, medtem ko večina Angležev besedo napačno izgovori kot lock.

## Lochs zunaj Škotske in Irske
Ker je loch pogosta gelska beseda, jo najdemo kot koren več manskih imen krajev.
Ameriško mornariško pristanišče Pearl Harbor na južni obali glavnega havajskega otoka Oʻahu je eno od kompleksa morskih zalivov. Več jih je poimenovanih kot jezera, vključno z jezerom South East Loch, Merry Loch, East Loch, Middle Loch in West Loch.
Loch Raven Reservoir je rezervoar v okrožju Baltimore v Marylandu.
Brenton Loch na Falklandskih otokih je morsko jezero v bližini Lafonije, vzhodni Falkland.
V škotskem naselju Glengarry County v današnjem vzhodnem Ontariu je jezero, imenovano Loch Garry. Loch Garry so poimenovali tisti, ki so se naselili na tem območju, klan MacDonell iz Glengarryja, po dobro znanem jezeru, iz katerega izvira njihov klan, Loch Garry na Škotskem. Podobno je mogoče najti jezera z imenom Loch Broom, Big Loch, Greendale Loch in Loch Lomond v Novi Škotski, skupaj z Loch Leven v Novi Fundlandiji in Loch Leven v Saskatchewanu.
Loch Fyne je fjord na Grenlandiji, ki ga je leta 1823 poimenoval Douglas Clavering.